# Station Mölnbo
Mölnbo is een station in de Zweedse gemeente Södertälje. Het station ligt aan de westelijke hoofdlijn en heeft twee sporen met zijperrons. Het wordt bediend door de pendeldienst tussen Gnesta en Södertälje centrum. Het aantal mensen dat op een gemiddelde winterdag (2015) instapt, wordt geschat op 1.000 personen.

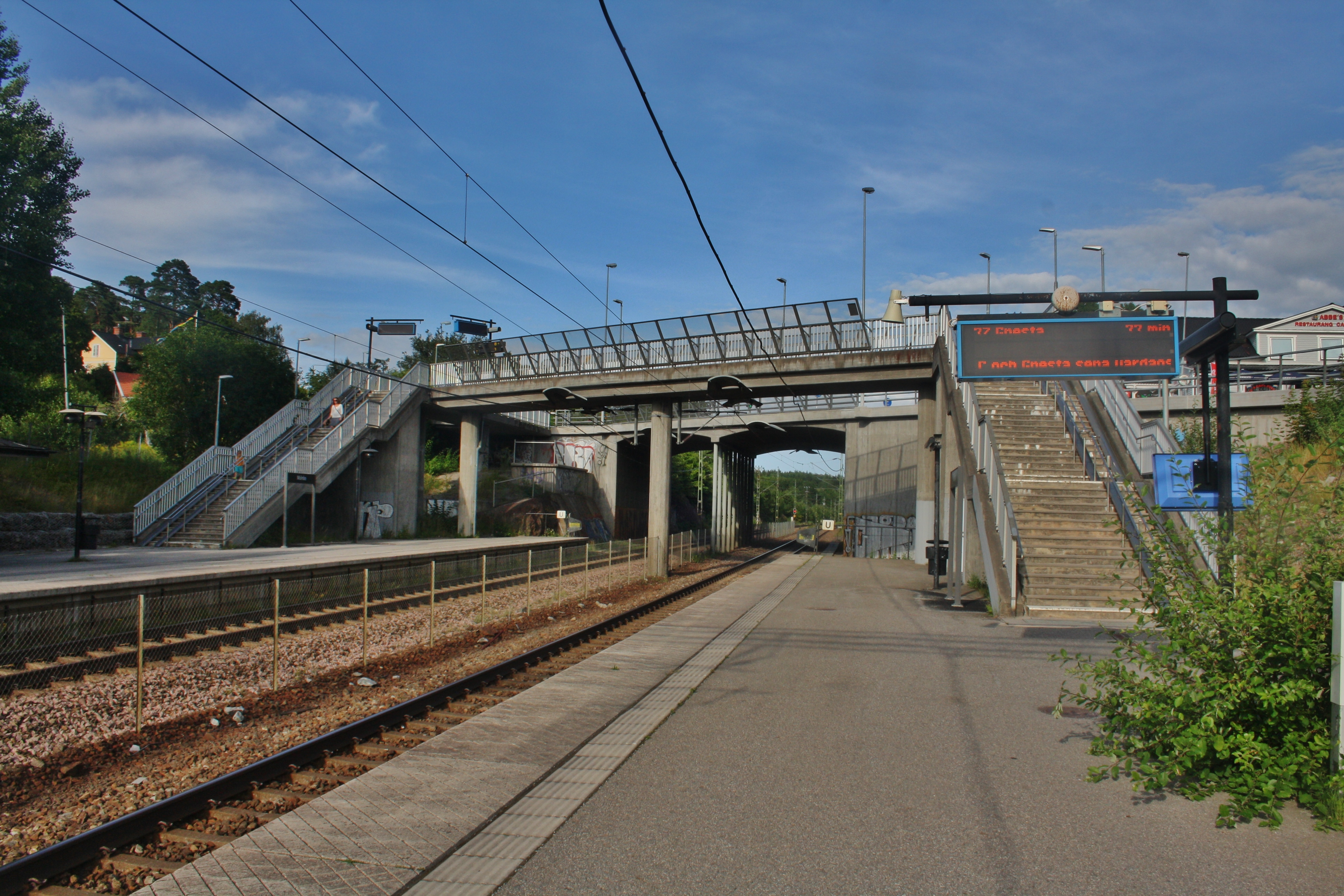
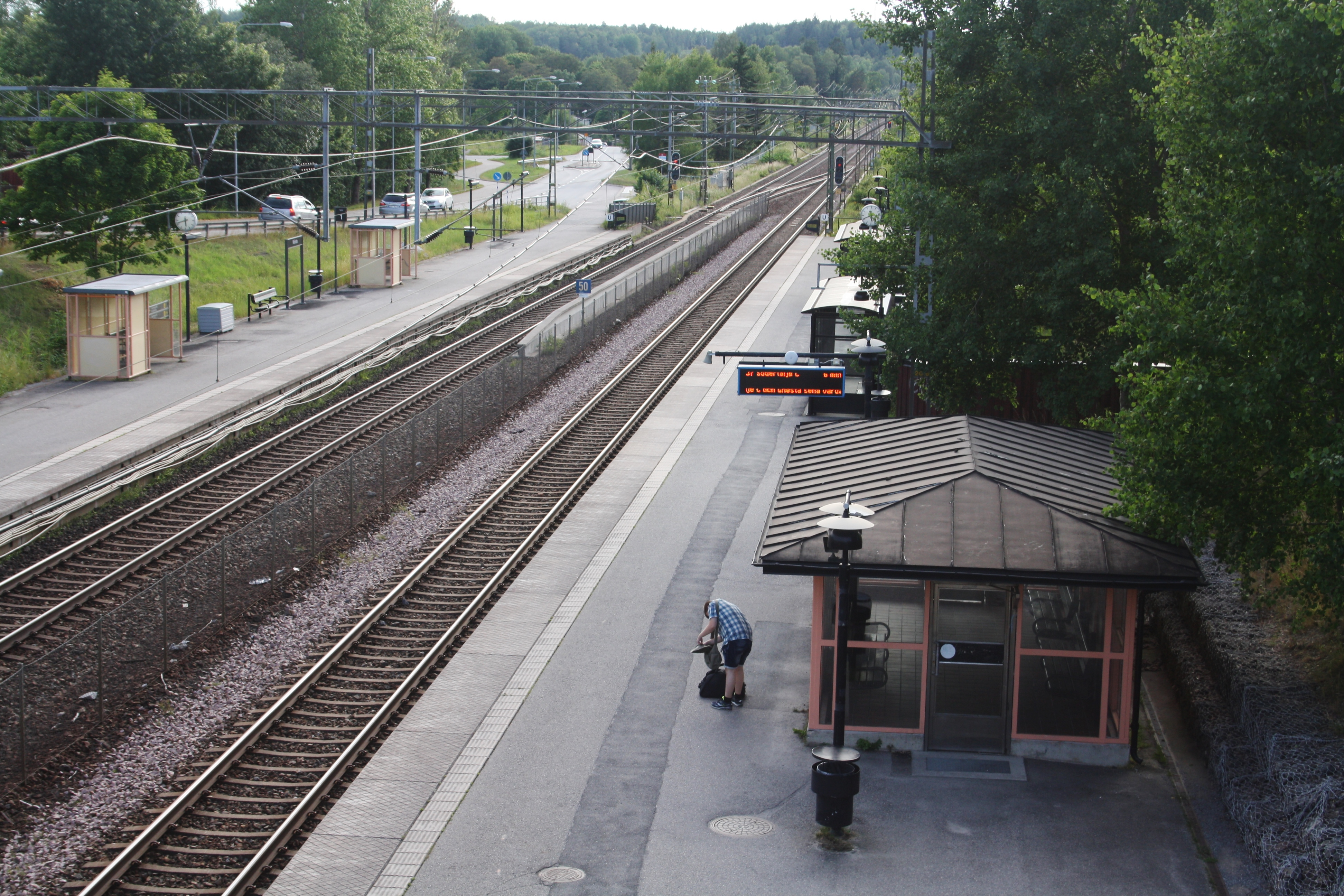
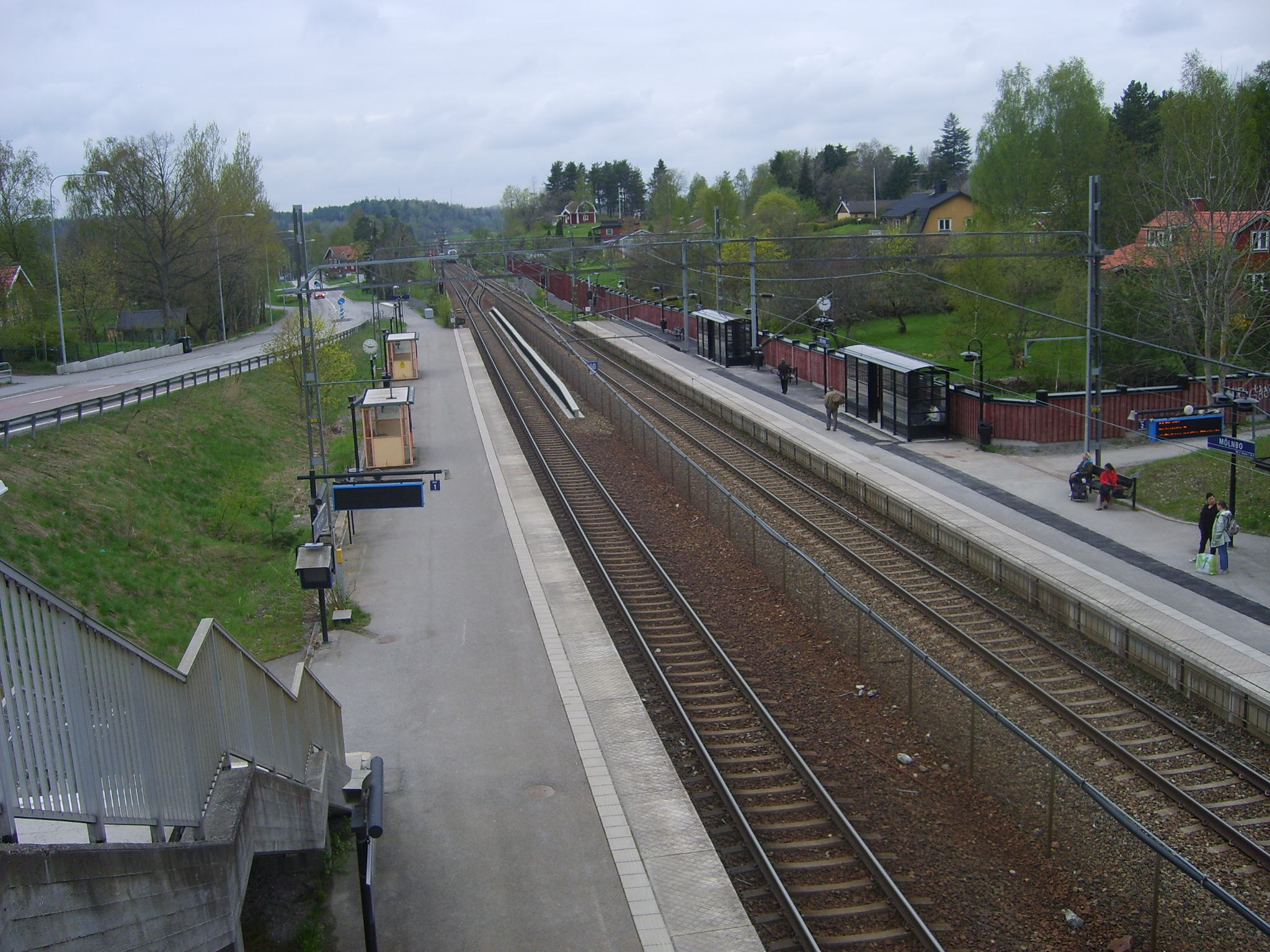